# Unorthodox
Unorthodox (Não Ortodoxo em português), é sétimo episódio da primeira temporada da série de televisão The Good Wife. Estreou em 10 de outubro de 2009 nos Estados Unidos e teve uma audiência de 13,35 milhões de pessoas.

## Sinopse
Alicia representa Anna, a filha de um dos principais advogados da firma (Jonas Stern) e seu marido, Isaac, judeus ortodoxos acusados de provocar um acidente ocorrido em frente a casa deles, se sentindo atraída pelo outro advogado e seu modo nada ortodoxo de defender a cliente.
Alicia e o advogado principal ganham o caso, povando que na verdade, o acidente fora uma armação, mas Kalinda descobre que ele nunca se formou. Enquanto isso, Will, junto com Diane fazem cortes e demissões na empresa.